# Antignac (Cantal)
Antignac é uma comuna francesa na região administrativa de Auvérnia-Ródano-Alpes, no departamento de Cantal. Estende-se por uma área de 15,95 km². Em 2010 a comuna tinha 284 habitantes (densidade: 17,8 hab./km²).